# George Connor
George Connor (n. 16 august 1906 - d. 28 martie 2001) a fost un pilot de curse auto american care a evoluat în Campionatul Mondial de Formula 1 între anii 1950 și 1952.